# Tomáš Bureš
Tomáš Bureš (Prostějov, 27 settembre 1978) è un ex calciatore ceco, portiere.